# Francesco di Borbone-Vendôme (1616-1669)
Francesco di Borbone, II duca di Beaufort (16 gennaio 1616 – Candia, 25 giugno 1669), è stato un generale francese.

## Biografia

### I precoci inizi
Figlio secondogenito di Cesare di Borbone-Vendôme e di Francesca di Lorena, Francesco era nipote legittimato di re Enrico IV e quindi cugino di primo grado di Luigi XIV di Francia.
Entrò molto giovane nell'esercito e partecipò alla spedizione di Savoia del 1628 all'età di soli 12 anni. Si distinse nell'assedio di Corbie, in quello di Hesdin ed in quello di Arras.

### I complotti contro il governo del re
Seguendo le orme del padre, cospirò contro il cardinale Richelieu e dovette rifugiarsi in Inghilterra per un certo tempo.
Nel 1643 fu a capo di una delle principali cospirazioni contro il cardinale Mazarino, la cosiddetta Cabala degli Importanti. Anna d'Austria lo fece arrestare il 2 settembre di quell'anno e fu incarcerato nella fortezza di Vincennes, dalla quale riuscì ad evadere cinque anni dopo ed a nascondersi nel castello di Chenonceau e poi nella zona di Vendôme.
Ebbe inoltre un ruolo importante durante la Fronda nel 1649, quando assunse, insieme al cugino Carlo Amedeo di Savoia-Nemours, il comando delle truppe dei principi. Successivamente, per una serie di contrasti, i due vennero a lite ed il 30 luglio 1652, Francesco uccise il cugino in duello. I parigini lo soprannominarono Re delle Halles.

### Al servizio del re

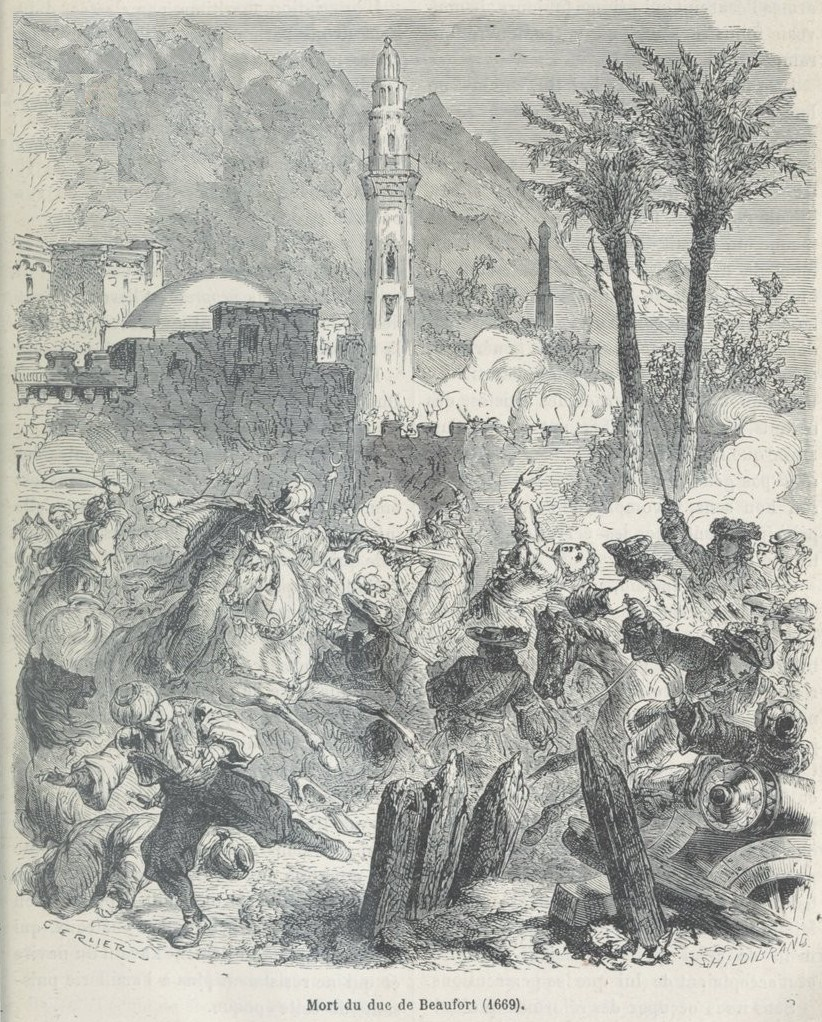
La morte del duca di Vendôme

Sottomessosi alla corona e riconciliatosi con il re nel 1653, venne incaricato di numerose spedizioni militari importanti. Salito alla carica di Gran Maestro e capo sovrintendente generale della navigazione, comandò la flotta francese nel 1662 riportando numerosi successi contro i turchi nel Mediterraneo. Nel 1665 batté due volte in mare gli algerini.
Nel 1669 accorse in aiuto alla Repubblica di Venezia contro i Turchi e diresse le truppe francesi che combattevano contro le truppe ottomane nell'isola di Candia, ma durante un assalto fu ferito a morte.
Francesco rimase celibe tutta la vita e non ebbe eredi; alla sua morte i suoi beni e il titolo di duca di Beaufort passarono a suo nipote, Luigi Giuseppe di Borbone-Vendôme.

## Il duca di Beaufort nella letteratura
Francesco di Vendôme, duca di Beaufort, compare nell'opera di Alexandre Dumas padre, Vent'anni dopo.  A seguito dell'affermazione di un poeta drammatico francese, François-Joseph de Chancel, è stato talvolta identificato con la famosa e misteriosa Maschera di ferro.

## Ascendenza
|                                                           |                  |                                     | Genitori                           |  |  | Nonni |  |  | Bisnonni                            |  |  | Trisnonni                         |  |
|                                                           |                  |                                     |                                    |  |  |       |  |  | Antonio di Borbone, Duca di Vendôme |  |  | Carlo di Borbone, Duca di Vendôme |  |
|                                                           |                  |                                     |                                    |  |  |       |  |  | Antonio di Borbone, Duca di Vendôme |  |  | Carlo di Borbone, Duca di Vendôme |  |
|                                                           |                  | Francesca d'Alençon                 |                                    |  |  |       |  |  | Antonio di Borbone, Duca di Vendôme |  |  |                                   |  |
| Enrico IV di Francia                                      |                  |                                     |                                    |  |  |       |  |  | Antonio di Borbone, Duca di Vendôme |  |  |                                   |  |
|                                                           |                  | Giovanna III di Navarra             | Enrico II di Navarra               |  |  |       |  |  |                                     |  |  |                                   |  |
|                                                           |                  | Giovanna III di Navarra             | Enrico II di Navarra               |  |  |       |  |  |                                     |  |  |                                   |  |
|                                                           |                  | Giovanna III di Navarra             | Margherita d'Angoulême             |  |  |       |  |  |                                     |  |  |                                   |  |
| Cesare di Borbone, Duca di Vendôme                        |                  | Giovanna III di Navarra             |                                    |  |  |       |  |  |                                     |  |  |                                   |  |
|                                                           |                  | Antoine d'Estrées                   | Jean d'Estrées                     |  |  |       |  |  |                                     |  |  |                                   |  |
|                                                           |                  | Antoine d'Estrées                   | Jean d'Estrées                     |  |  |       |  |  |                                     |  |  |                                   |  |
|                                                           |                  | Antoine d'Estrées                   | Catherine de Bourbon               |  |  |       |  |  |                                     |  |  |                                   |  |
| Gabrielle d'Estrées                                       |                  | Antoine d'Estrées                   |                                    |  |  |       |  |  |                                     |  |  |                                   |  |
|                                                           |                  | Françoise Babou de La Bourdaisière  | Jean Babou de                      |  |  |       |  |  |                                     |  |  |                                   |  |
|                                                           |                  | Françoise Babou de La Bourdaisière  | Jean Babou de                      |  |  |       |  |  |                                     |  |  |                                   |  |
|                                                           |                  | Françoise Babou de La Bourdaisière  | Françoise Robertet                 |  |  |       |  |  |                                     |  |  |                                   |  |
| Francesco di Borbone, Duca di Vendôme                     |                  | Françoise Babou de La Bourdaisière  |                                    |  |  |       |  |  |                                     |  |  |                                   |  |
|                                                           | Nicola di Lorena | Antonio di Lorena                   |                                    |  |  |       |  |  |                                     |  |  |                                   |  |
|                                                           | Nicola di Lorena | Antonio di Lorena                   |                                    |  |  |       |  |  |                                     |  |  |                                   |  |
|                                                           | Nicola di Lorena | Renata di Borbone-Montpensier       |                                    |  |  |       |  |  |                                     |  |  |                                   |  |
| Filippo Emanuele di Lorena                                | Nicola di Lorena |                                     |                                    |  |  |       |  |  |                                     |  |  |                                   |  |
|                                                           |                  | Giovanna di Savoia                  | Filippo di Savoia, Duca di Nemours |  |  |       |  |  |                                     |  |  |                                   |  |
|                                                           |                  | Giovanna di Savoia                  | Filippo di Savoia, Duca di Nemours |  |  |       |  |  |                                     |  |  |                                   |  |
|                                                           |                  | Giovanna di Savoia                  | Carlotta d'Orléans                 |  |  |       |  |  |                                     |  |  |                                   |  |
| Francesca di Lorena, duchessa di Mercoeur e di Penthièvre |                  | Giovanna di Savoia                  |                                    |  |  |       |  |  |                                     |  |  |                                   |  |
|                                                           |                  | Sebastiano di Lussemburgo-Martigues | Francesco di Lussemburgo           |  |  |       |  |  |                                     |  |  |                                   |  |
|                                                           |                  | Sebastiano di Lussemburgo-Martigues | Francesco di Lussemburgo           |  |  |       |  |  |                                     |  |  |                                   |  |
|                                                           |                  | Sebastiano di Lussemburgo-Martigues | Charlotte de Brosse                |  |  |       |  |  |                                     |  |  |                                   |  |
| Maria di Lussemburgo                                      |                  | Sebastiano di Lussemburgo-Martigues |                                    |  |  |       |  |  |                                     |  |  |                                   |  |
|                                                           |                  | Marie de Beaucaire                  | …                                  |  |  |       |  |  |                                     |  |  |                                   |  |
|                                                           |                  | Marie de Beaucaire                  | …                                  |  |  |       |  |  |                                     |  |  |                                   |  |
|                                                           |                  | Marie de Beaucaire                  | …                                  |  |  |       |  |  |                                     |  |  |                                   |  |
|                                                           |                  | Marie de Beaucaire                  |                                    |  |  |       |  |  |                                     |  |  |                                   |  |